# غويليرمي باتو
غويليرمي باتو (بالبرتغالية: Guilherme Pato) هو لاعب كرة قدم برازيلي في مركز الهجوم، ولد في 17 فبراير 2001 في بلدية كواراي في البرازيل.

## وصلات خارجية
- غويليرمي باتو على موقع قاعدة بيانات كرة القدم.إي يو (الإنجليزية)
- غويليرمي باتو على موقع Soccerway.com (الإنجليزية)

{{شريط تصفح تشكيلة فريق كرة قدم
|الاسم=
|اسم الفريق= نادي نيفتشي باكو
|القائمة=
- 1 بالاييف
- 3 وردي
- 4 Elvin Camalov [الإنجليزية]‏
- 6 غوزو
- 7 علييف
- 8 محمودوف
- 9 Bassala Sambou [الإنجليزية]‏
- 11 Alex Fernandes (footballer, born 2002) [الإنجليزية]‏
- 13 Emil Safarov [الإنجليزية]‏
- 14 Edvin Kuč [الإنجليزية]‏
- 17 حاجيف
- 18 Ohori
- 19 Azər Salahlı [الإنجليزية]‏

{{لاعب تشكيلة فريق كرة قدم|الرقم=20|الاسم=Conteh
- 22 داربو
- 23 باور
- 24 سيك
- 30 Samigullin
- 44 ماتياس
- 47 Mammadov
- 77 Yegor Bogomolsky [الإنجليزية]‏
- 88 Andriy Shtohrin [الإنجليزية]‏
- 90 Ramil Sheydayev [الإنجليزية]‏
- 91 Salyanski
- 93 Rza Jafarov [الإنجليزية]‏
- 99 كوفي
- مدرب: عباسوف